# Gorō Nakamura
Gorō Nakamura (中村 梧郎, Nakamura Gorō, né en 1940) est un photographe japonais, lauréat de l'édition 1983 du prix Ina Nobuo.